# Елленберг (Баден-Вюртемберг)
Елленберг (нім. Ellenberg) — громада в Німеччині, знаходиться в землі Баден-Вюртемберг. Підпорядковується адміністративному округу Штутгарт. Входить до складу району Східний Альб.
Площа — 30,17 км2. Населення становить 1765 ос. (станом на 31 грудня 2020).